# Kępina (powiat białobrzeski)
Kępina – wieś w Polsce położona w województwie mazowieckim, w powiecie białobrzeskim, w gminie Radzanów.
W latach 1975−1998 miejscowość administracyjnie należała do województwa radomskiego.
Wierni Kościoła rzymskokatolickiego należą do Parafii św. Marcina z Tours w Radzanowie. 